# Evangelische Kirche Pasym

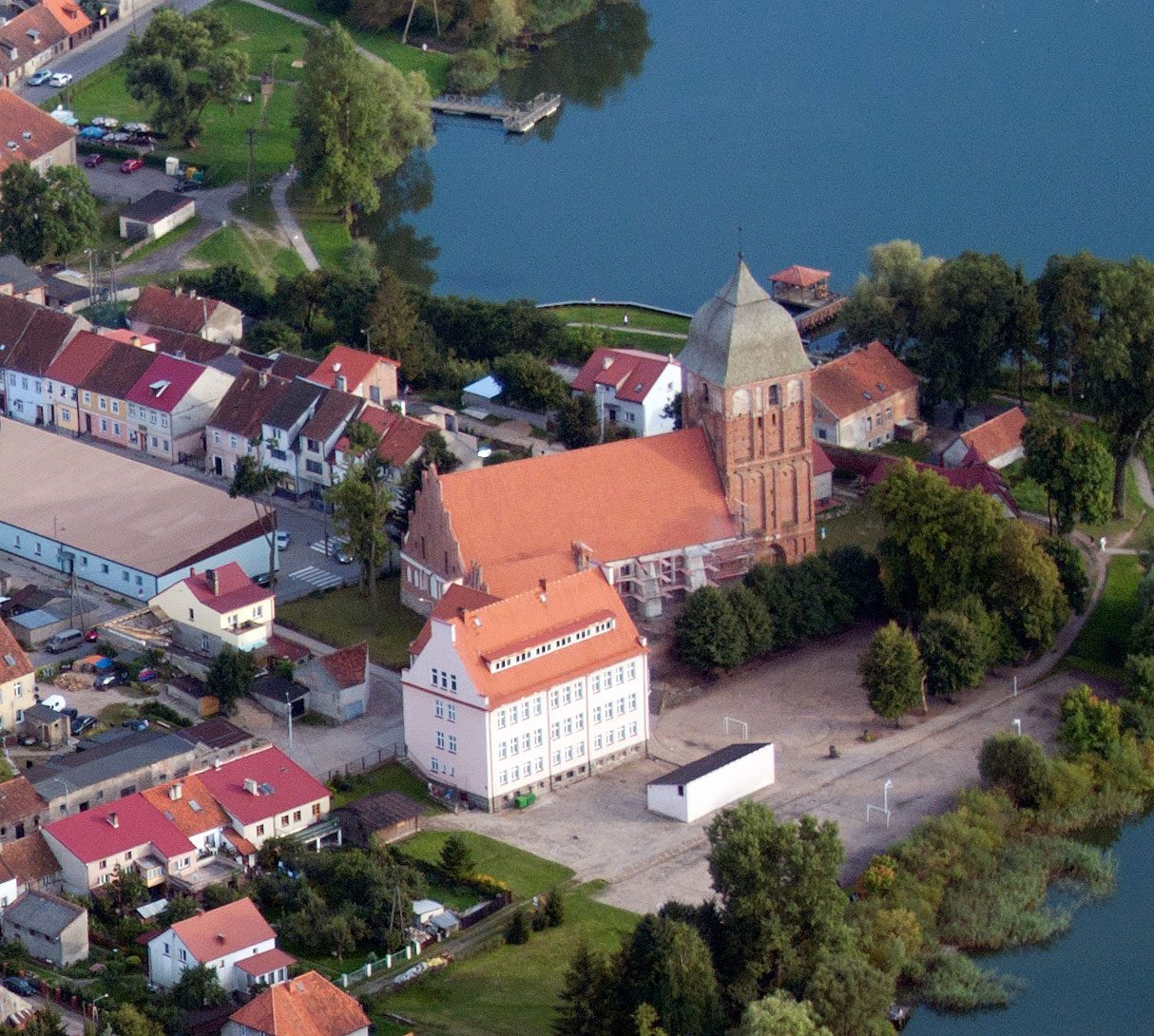
Die evangelische Kirche Pasym am Jezioro Kalwa (Gr. Kalbensee)

Die Evangelische Kirche Pasym in der polnischen Stadt Pasym (deutsch Passenheim) stammt in ihren Grundmauern aus dem 14. Jahrhundert und ist die älteste erhaltene Kirche des Deutschen Ordens. Die Kirchengemeinde Pasym gehört zur Diözese Masuren der Evangelisch-Augsburgischen Kirche in Polen.

## Geschichte
Der Grundstein für eine Kirche wurde wohl schon um 1350 gelegt, im Jahr 1391 fand der Bau jedoch erst seine Vollendung. Das Gotteshaus war wohl der Hl. Barbara gewidmet und geht auf den Deutschen Orden zurück.
Der heutige Bau jedoch stammt aus dem letzten Viertel des 15. Jahrhunderts. Der Turm, die Sakristei und die Vorhalle entstanden im ersten Viertel des 16. Jahrhunderts. Die Kirche Passenheim gehörte zum Archipresbyterat Bischofsburg (polnisch Biskupiec).
1525 bekannten sich die Passenheimer Pfarrer zur lutherischen Reformation – die Kirche wurde evangelisch.
Bei einem Großbrand in Passenheim 1583 blieb die Kirche nebst neun Häusern und der Ordensburg verschont. Sie blieb auch bei einem Einfall der Tataren in die Stadt am 19. Dezember 1657 wegen eines Mauerbildes unversehrt. Der Pfarrer zu dieser Zeit war Andreas Hartknoch, der Vater des Historikers Christoph Hartknoch.
Beim Stadtbrand am 23. Juni 1751 wurde die Turmspitze der Kirche schwer beschädigt. Die Reparatur erwies sich als kompliziert, da neben dem zerstörten Turmdach auch weitere morsche Holzteile ausgetauscht werden mussten. Der Turm wurde um ein Stockwerj reduziert und erhielt 1770 seinen geschwungenen Helm, den er auch heute noch trägt. Der Innenraum des Kirchenschiffs wurde umgestaltet. Der Vorgang zog sich aufgrund von Geldmangel von 1753 bis 1772 hin. Eine Skizzen vom 2. Juni 1763 stellt die neue Dachform und den Innenraum der Kirche dar. Gemäß Agathon Harnoch wurde die Reparatur zwischen 1765 und 1775 durchgeführt.

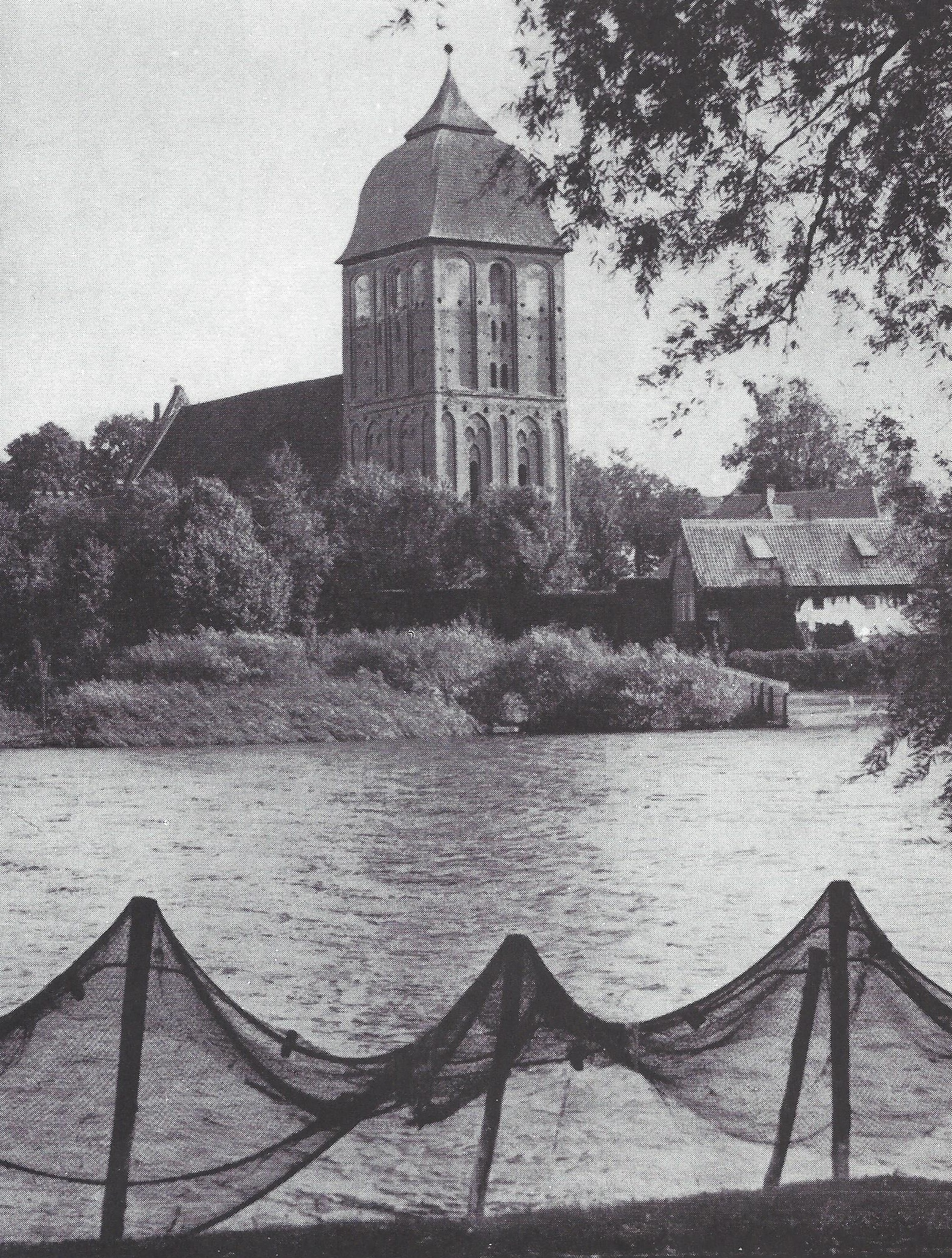
Historische Aufnahme der Kirche

Nach dem Zweiten Weltkrieg fiel der südliche Teil Ostpreußens und damit Passenheim an Polen. Die weitgehend evangelische Bevölkerung war geflohen oder wurde vertrieben und die neuen polnischen Einwohner waren größtenteils katholisch, so dass die meisten evangelischen Kirchenbauten von der katholischen Kirche übernommen wurden. In Pasym dagegen blieb die ursprüngliche Situation erhalten und die kleine evangelische Gemeinde konnte ihre historische Kirche behalten.
In den 1990er Jahren wurde das Kirchendach instand gesetzt und die Inneneinrichtung restauriert. Im Jahre 1991 trafen sich viele Deutsche und Polen zum 600jährigen Kirchenjubiläum. Von 2009 bis 2016 wurde die gesamte Außenfassade restauriert, die Dachziegeln wurden erneuert und eine Blitzschutzanlage installiert. Die Arbeiten waren rechtzeitig zum 625jährigen Jubiläum der Kirche im Jahre 2016 abgeschlossen.

## Kirchengebäude

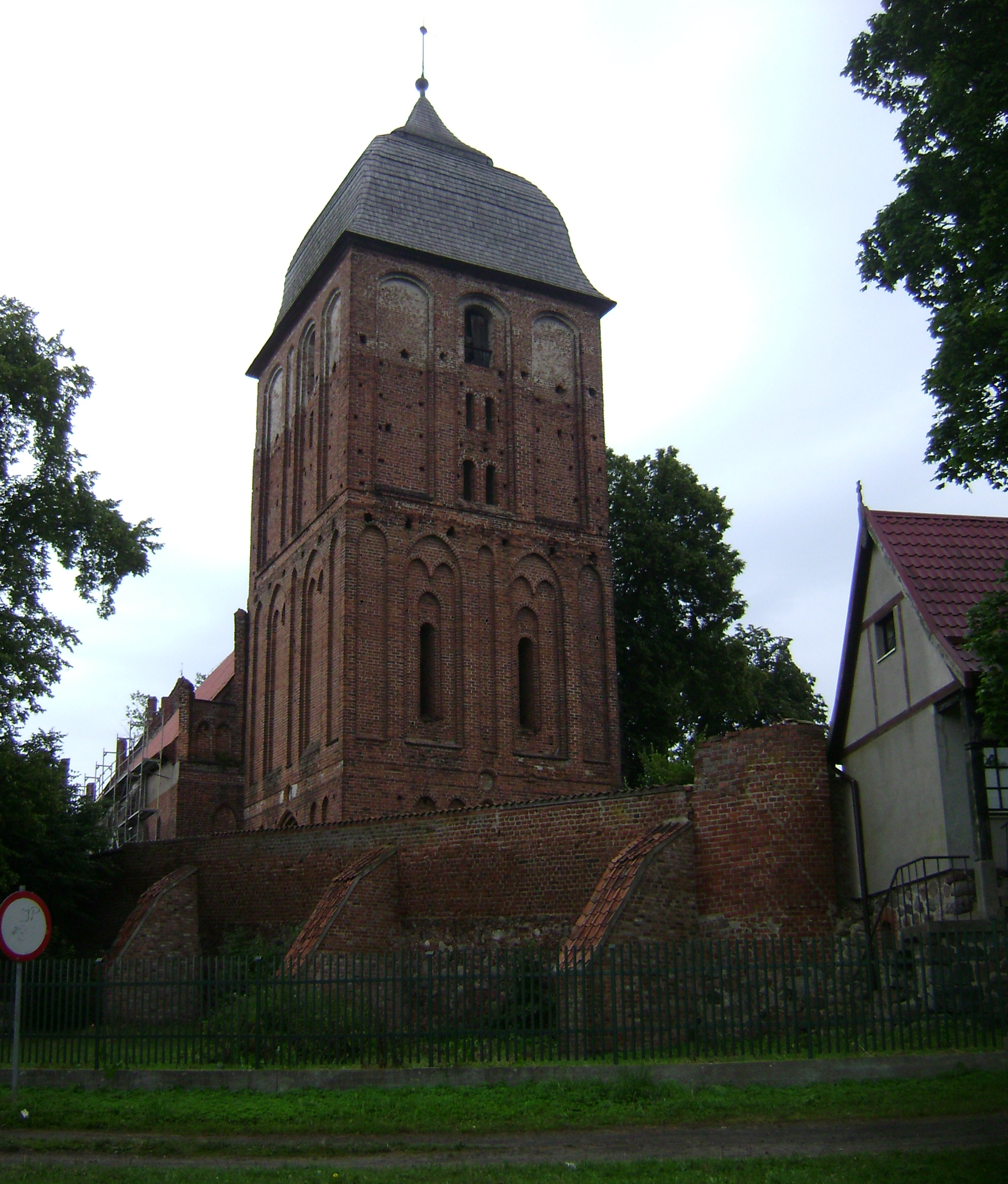
Der Turm

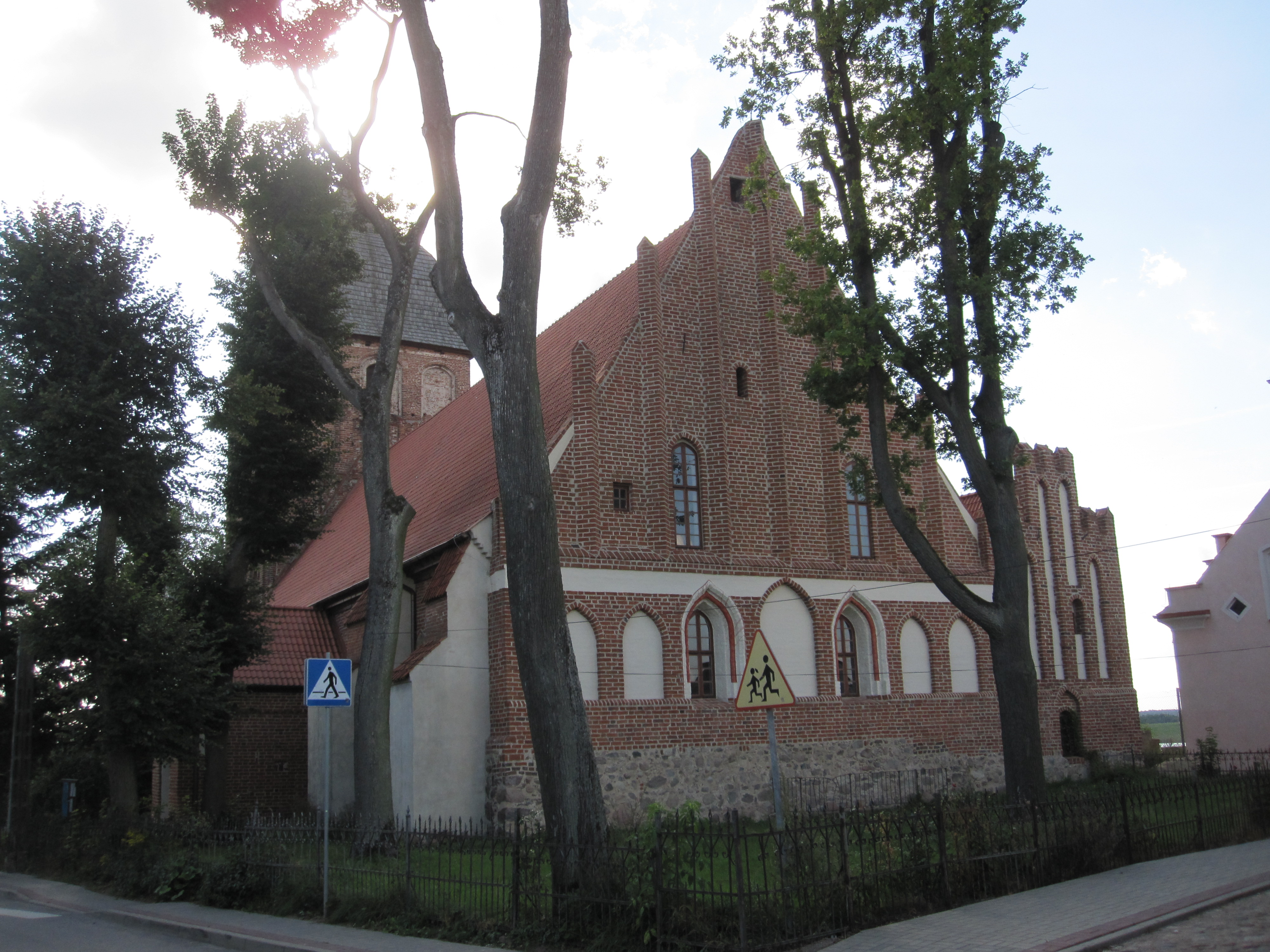
Die Ostwand

### Baubeschreibung
Die Kirche ist ein breiter, ohne Chor angelegter Backsteinbau auf einem Feldsteinsockel. Der Turm besteht aus drei Stockwerken und hat ein geschweiftes, kuppelförmiges schindelgedecktes Dach und eine trichterartige Spitze. Die Sakristei verfügt über ein schönes Sternengewölbe. Die Vorhalle wurde nach 1750 umgebaut und erhielt eine innere Tür mit Schnitzwerk von 1773.

### Innenraum

#### Ausstattung

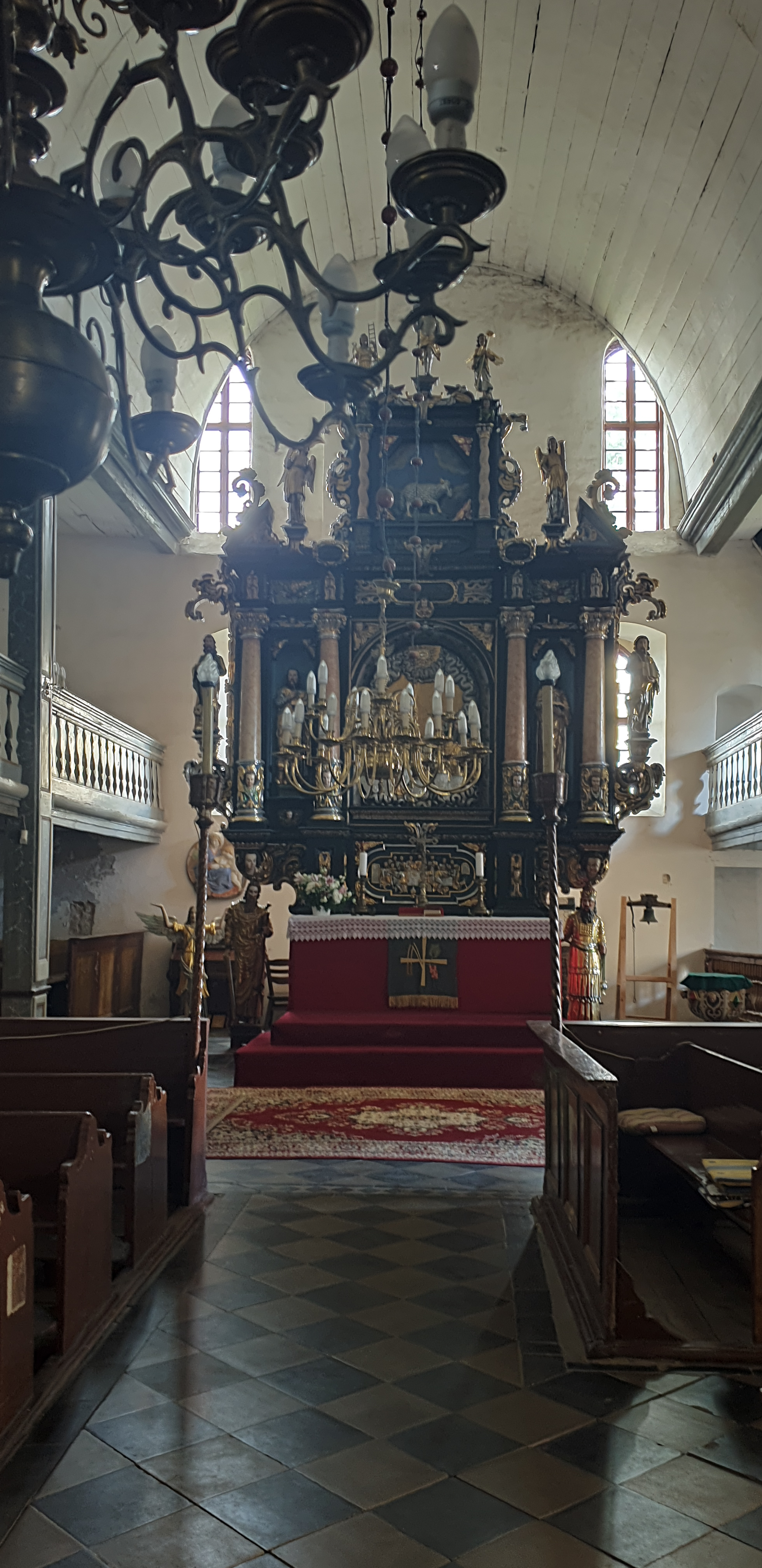
Blick zum Hochaltar

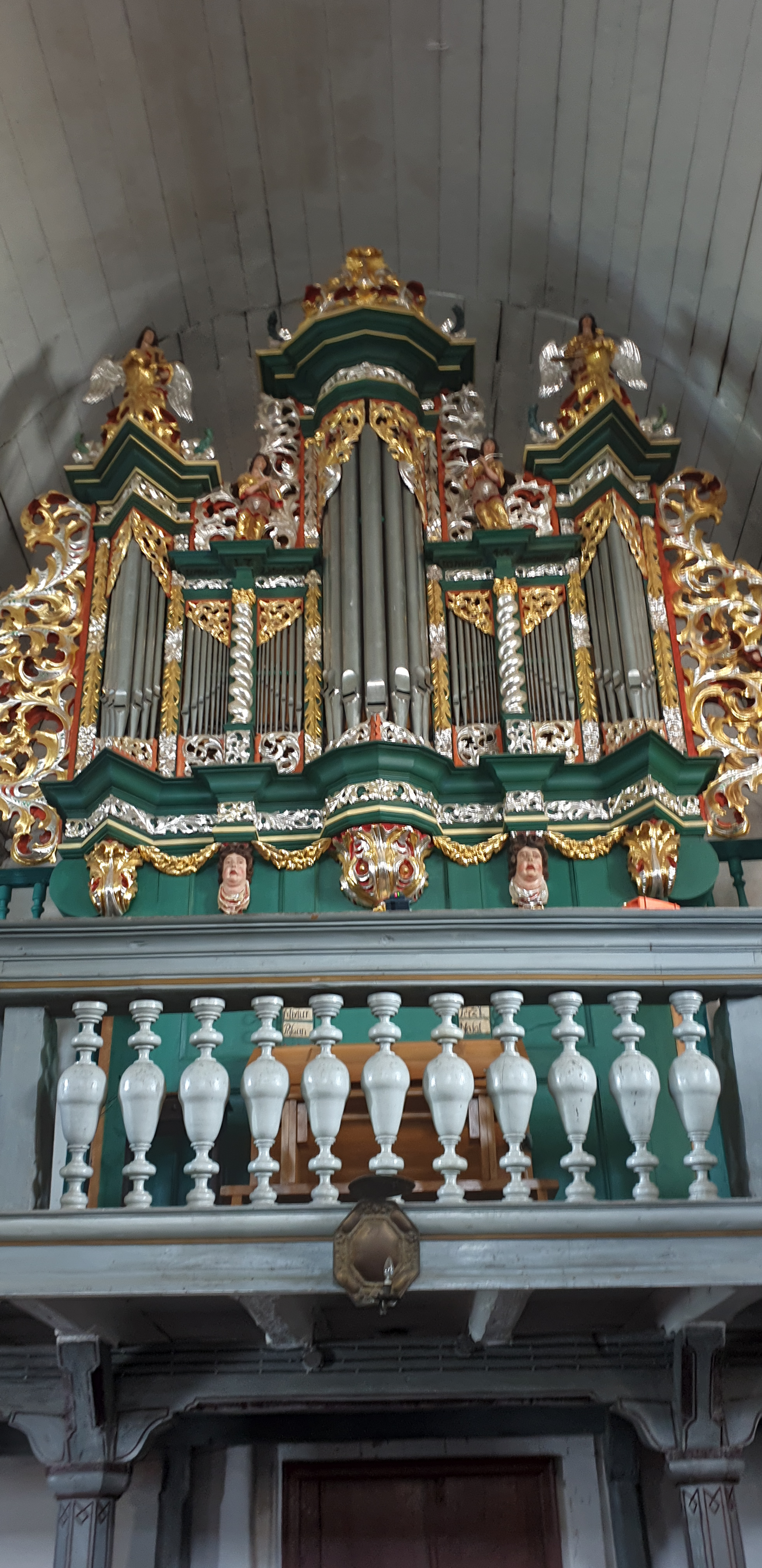
Blick zur Orgel

Das Mittelschiff besitzt ein hölzernes Tonnengewölbe, die Seiten sind flach gedeckt. In der Sakristei ist noch die ursprünglich auch im Mittelschiff vorhandene massive Wölbung zu sehen.
Die Kirche beherbergt einen manieristischen Altar aus dem Jahre 1673 mit einer Darstellung der heiligen Dreifaltigkeit von C. Helmke aus dem Jahr 1713. Außerdem befinden sich hier drei Grabplatten aus dem 17. Jahrhundert und ein überlebensgroßes Kruzifix aus dem 15. Jahrhundert, das an der nördlichen Emporensäule steht.
Die barocke Kanzel mit Stuckfuß und Engelsköpfen verziert, stammt von 1680. Vom gotischen Gestühl sind Reste erhalten.
Der Taufstein hat eine Kelchform mit Masken und Beschlägen aus der Frühzeit des 17. Jahrhunderts.
Mitten in der Kirche hängt ein Hirschkopfleuchter von 1608, der an eine Choleraepidemie erinnert. Anlässlich des 600-jährigen Jubiläums schenkten Bürger der deutschen Gemeinde Bassenheim, der Partnergemeinde von Pasym, der Kirche einen Kronleuchter mit der Inschrift „Von Bürgern der Gemeinde Bassenheim“, der jetzt im Kirchenschiff vor dem Altarraum hängt. Ehemalige Einwohner von Passenheim schenkten zehn Wandleuchter. Am 6. und 7. August beging man in Pasym das 625jährige Jubiläum der Kirche.
Die Kirche in Pasym besitzt auch einige bibliophile Schätze: eine in Nürnberg herausgegebene Bibel von 1708, eine Danziger Bibel von 1726 in polnischer Sprache, eine 1650 in Lüneburg erschienene Bibel sowie eine Bibel von 1756.

#### Gedenktafeln
Wandtafeln in der Kirche tragen die Namen der Kriegsteilnehmer von 1813/1815, der Gefallenen der Kriege von 1866 und 1870/71 und schließlich der gefallenen Soldaten und Zivilisten aus dem Ersten Weltkrieg.

#### Orgel
Die Orgel mit dem barocken Orgelprospekt stammt aus dem Jahr 1705 und wurde von Johann Josua Mosengel gefertigt. Sie verfügte ursprünglich über 13 Stimmen und zwölf Register. Ein neues Orgelwerk wurde 1902 von Orgelbaumeister Carl Novak (Königsberg (Preußen)) eingebaut; das Instrument verfügte nun über 20 Stimmen. 1998 wurde hinter dem alten Prospekt durch die Werkstatt Zych (Wołomin, Woiwodschaft Masowien) ein neues Orgelwerk mit mechanischer Traktur und 23 Registern eingebaut. Der barocke Orgelprospekt wurde 1744 restauriert. Die Orgel wird für Konzerte, wie die Pasymer Konzerte der Orgel- und Kammermusik (Pasymskie Koncerty Muzyki Organowej i Kameralnej) genutzt.

##### Disposition
| I. Manualwerk C– |             |        |
| 1.               | Bourdon     | 16′    |
| 2.               | Pryncypał   | 8′     |
| 3.               | Gedeckt     | 8′     |
| 4.               | Oktawa      | 4′     |
| 5.               | Rurflet     | 4′     |
| 6.               | Kwinta      | 2 ⁄3′  |
| 7.               | Superoktawa | 2′     |
| 8.               | Tercja      | 1 3⁄5′ |
| 9.               | Sedecima    | 1′     |
| 10.              | Mixtura IV  | 1 ⁄3′  |
| 11.              | Trompet     | 8′     |
|                  | Tremolo     |        |

| II. Manualwerk C– |            |       |
| 1.                | Holflet    | 8′    |
| 2.                | Kwintadena | 8′    |
| 3.                | Pryncypał  | 4′    |
| 4.                | Flet leśny | 2′    |
| 5.                | Kwinta     | 1 ⁄3′ |
| 6.                | Krumhorn   | 8′    |
|                   | Tremolo    |       |

| Pedalwerk C– |              |     |
| 1.           | Pryncypałbas | 16′ |
| 2.           | Subbas       | 16′ |
| 3.           | Oktawbas     | 8′  |
| 4.           | Fletbas      | 8′  |
| 5.           | Choralbas    | 4′  |
| 6.           | Puzon        | 16′ |

#### Geläut
Die Kirche besaß acht Glocken. Sie stammten aus den Jahren 1774, 1785 und 1845.

## Kirchengemeinde

### Kirchengeschichte
Im Zuge der Reformation – etwa 1525 – wurde die in vorreformatorischer Zeit gegründete Kirche evangelisch. Zwei Geistliche versahen seither hier gleichzeitig ihren Dienst.
Die evangelische Kirchengemeinde gehörte bis 1945 zur altpreußischen Kirchenprovinz Ostpreußen und war in den Kirchenkreis Ortelsburg eingegliedert. Dieser war räumlich und zahlenmäßig einer der größten in Ostpreußen. Darum nahm man zum 1. Januar 1916 eine Ortsteilung vor: 26.900 Gemeindeglieder und zehn Pfarrer wurden dem neu eingerichteten Superintendenturbezirk Passenheim, und 36.380 Gemeindeglieder und elf Pfarrer dem Superintendenturbezirk Ortelsburg innerhalb des Kirchenkreises Ortelsburg zugewiesen.
Im Jahre 1925 zählte das Kirchspiel Passenheim mit seinen fast 30 Ortschaften 5200 Gemeindeglieder.
Flucht und Vertreibung der einheimischen Bevölkerung zwischen 1944 und 1950 waren ein Aderlass für die evangelische Gemeinde in der dann Pasym genannten Stadt. Die Zahl der Katholiken war aufgrund von Neusiedlern rapide angestiegen, während die evangelische Gemeinde kaum noch Mitglieder besaß. Dennoch gehörte eben diese Gemeinde zu den wenigen Gemeinden in Ostpreußen, die ihre Kirche behalten durften und nicht der katholischen Kirche überlassen mussten. Die etwa 200 Mitglieder zählende heutige evangelisch-lutherische Kirchengemeinde in Pasym gehört zur Diözese Masuren in der Evangelisch-Augsburgischen Kirche in Polen. Der Pfarrei Pasym angeschlossen sind die beiden Filialkirchen  in Dźwierzuty (Mensguth) und in Jedwabno (1938 bis 1945 Gedwangen).

### Kirchspielorte (bis 1945)
Zum evangelischen Kirchspiel Passenheim gehörten 28 Orte:
| Deutscher Name                       | Polnischer Name |  | Deutscher Name                  | Polnischer Name |
| ------------------------------------ | --------------- |  | ------------------------------- | --------------- |
| Davidshof                            | Jęcznik         |  | * Michelsdorf                   | Michałki        |
| * Freythen 1938–1945 Freithen        | Siedliska       |  | Milucken                        | Miłuki          |
| Friederikenhain                      | Jagielki        |  | * Nareythen                     | Narajty         |
| Friedrichsberg                       | Kroninek        |  | Ottilienhof                     | Otole           |
| * Gilgenau                           | Elganowo        |  | Passenheim                      | Pasym           |
| Gonschorowen 1938–1945 Lichtenstein  | Gąsiorowo       |  | Saborowen 1938–1945 Heideberg   | Zaborowo        |
| * Grammen                            | Grom            |  | Scharnowen 1938–1945 Fischerhof | Sarnówko        |
| * Groß Rauschken                     | Rusek Wielki    |  | * Scheufelsdorf                 | Tylkowo         |
| Hanau                                | Długipole       |  | Schobensee                      | Sasek           |
| Klein Rauschken                      | Rusek Mały      |  | * Schützendorf                  | Dybowo          |
| * Klein Ruttken 1938–1945 Kleinruten | Rutki           |  | Sonnenberg                      | Słonecznik      |
| * Krummfuß                           | Krzywonoga      |  | Tannenhof                       | Jeglijak        |
| * Kukukswalde                        | Grzegrzółki     |  | Walhalla                        | Kiepunki        |
| * Lehlesken                          | Leleszki        |  | * Waplitz                       | Waplewo         |

### Pfarrer
An der evangelischen Kirche Passenheim amtierten von der Reformation als Geistliche:
- Martin N.,
- Andreas Samuel, 1547–1549
- Nicolaus Glitzner, bis 1550
- Urban Hermann, 1553
- Martin Stoltzer, 1567/1579
- Nicolaus Orlowius, 1579–1594
- Kersten
- Georg Bernhardi, bis 1594
- Jonas Grube, 1594
- Thomas Marcus, bis 1603
- Zacharias Otto, 1603–1625
- Johann Schnitzenbäumer, 1626–1649
- Paul von Prostcka, 1634/1635
- Andreas Hartknoch, 1644–1657
- Michael Ludowici, 1660
- Christoph Metner, 1661–1675
- Johann Stephani a Silnice Latzanowski, 1668–1669
- Michel Lichotus d. Ä., bis 1670
- Andreas Nowack, 1670–1686
- Michael Speckius, ab 1675
- Christoph Eichel, 1686/1718
- Johann Jakob Nowak, 1710–1738
- Christ. Aem. Holdschuh, 1717–1718
- Michael Lichotius d. J., 1718–1760
- Erdmann Liebbruder, 1728–1729
- Johann Wolenski, 1729–1734
- Jacob Hampe, 1734–1738
- Johann Fr. Sczepanski, 1738–1753
- Matthias Lehmann, 1753–1783
- Daniel Corsepius, 1760–1798
- Johann Jacob Edel, 1784–1795
- Andreas Viktor Hensel, 1795–1797
- Friedrich Fabian S. Kiehl, 1798–1800
- Paul Sonnenberg, 1798–1816
- Gottlieb Briese, 1801–1814
- Friedrich Daniel Leipolz, 1814–1850
- Ernst Chr. F. Krupinski, 1816–1845
- Paul Wilhelm von Malotka, 1840–1883
- Friedrich Reinh. Schwill, 1850–1853
- Gotlieb Maroska, 1853–1869
- Friedrich J.F. Skierlo, 1869–1883
- Paul Franz Karl Moewes, 1883–1892
- Ludwig A.E. Borkowski, 1885–1898
- Johann Hermann Jungius, 1892–1913
- Karl Michael G. Mensing, 1898–1903
- Otto Friedrich Burdach, 1903–1907
- Louis Wosien, 1907–1914
- Ernst Link, 1914–1916
- Edwin Ernst Albert, 1914–1929
- Johannes Rohde, 1921–1923
- Walter Küppers, 1925–1929
- Richard Schwarz, 1929–1939
- Max Danowski, 1934–1936
- Eugen Weber, ab 1936
- Ernst Burdach, 1938–1945
- Walter W. Schwichtenberg, 1939–1941
- Witold Twardzik, 2016/2020